# Lemuria

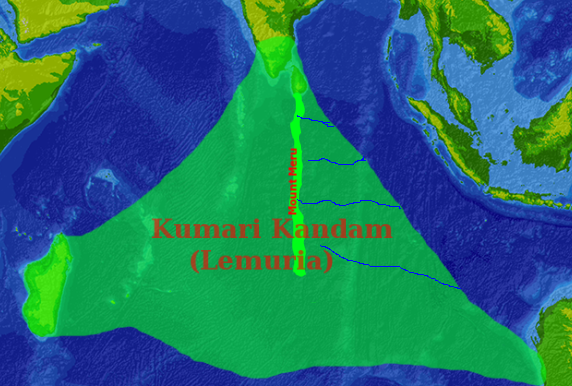
Angenommene Lage Lemurias, in der Vorstellung tamilischer Nationalisten

Lemuria bezeichnet einen hypothetischen bzw. fiktiven versunkenen Kontinent oder eine Landbrücke, die entweder zwischen Madagaskar und Indien oder zwischen Australien und Amerika gelegen haben soll. Lemuria spielt heute vor allem in der Science-Fiction-Literatur und in der Esoterik eine Rolle. Die Annahme solcher Landbrücken war bis zur Anerkennung der Plattentektonik weitverbreitet.
Die Grundlage der Spekulationen war jeweils die Entdeckung von nahe verwandten rezenten oder fossilen Tier- und Pflanzenarten auf voneinander entfernten Kontinenten, die mit den damaligen Erdwissenschaften nicht erklärbar war.

## Biologie und Geologie
1864 spekulierte der Zoologe und Tiergeograph Philip Sclater in seinem Artikel The Mammals of Madagascar über Lemuren und weitere verwandte Primatenarten, der in The Quarterly Journal of Science erschien, über Lemuria, der ein Kontinent im Indischen Ozean gewesen sei. Dieser Kontinent sei in Inseln zerbrochen, von denen eine Madagaskar sei. Aus dem Fehlen von Fossilien dieser Primatengruppen auf dem afrikanischen Kontinent schloss er, dass die Verbreitung nicht von dort aus erfolgt sein könne.
Der Evolutionsbiologe Ernst Haeckel spekulierte in seiner populären Natürlichen Schöpfungsgeschichte (1868) über eine versunkene Landbrücke zwischen Madagaskar und Indien und den geographischen Ursprung des Menschen:

„Vielleicht war aber auch das östliche Afrika der Ort, an welchem zuerst die Entstehung des Urmenschen aus den menschenähnlichen Affen erfolgte; vielleicht auch ein jetzt unter den Spiegel des indischen Oceans versunkener Kontinent, welcher sich im Süden des jetzigen Asiens einerseits östlich bis nach den Sunda-Inseln, andrerseits westlich bis nach Madagaskar und Afrika erstreckte.“

1874 erwähnte Haeckel in seiner Anthropogenie unter dem Registereintrag „Lemurien“, dass er in seiner Natürlichen Schöpfungsgeschichte, im 23. Vortrag auf Tafel 15 über den geographischen Ursprung der Menschheit spekuliert habe, was er als „ersten Versuch“, „einer hypothetischen Skizze“ begriffen habe, insofern sei die später daran geäußerte Kritik gegenstandslos. Die Karte griff er in der Anthropogenie nicht wieder auf.
In der neunten Auflage der Natürlichen Schöpfungsgeschichte von 1897 bezeichnete Haeckel die Idee von Lemuria, nun mit dem ausdrücklichen Bezug auf Sclater, als aufgrund der neuesten geologischen Erkenntnisse überholt. Er bevorzugte nun als wahrscheinlichste Hypothese den Ursprung des Menschen im westlichen Hinterindien.
Die Existenz von Lemuria und auch weiterer hypothetischer Landbrücken, etwa zwischen Südostasien und Südamerika, die aus der disjunkten Verbreitung von Tier- und Pflanzengruppen abgeleitet wurden, hat sich generell als Irrtum herausgestellt. Weder die heute gültige Theorie der Plattentektonik oder die aus der Tiergeographie bekannten Ausbreitungsbewegungen noch die Geologie und Geographie des Meeresbodens der betreffenden Regionen bieten heute noch Spielraum für solche Spekulationen.
Auch Eduard Suess propagierte ab 1883 die Landbrücken-Hypothese und gab dem vermuteten Lemuria den Namen Gondwana.

## Esoterische Theorien und tamilische Geschichtsschreibung

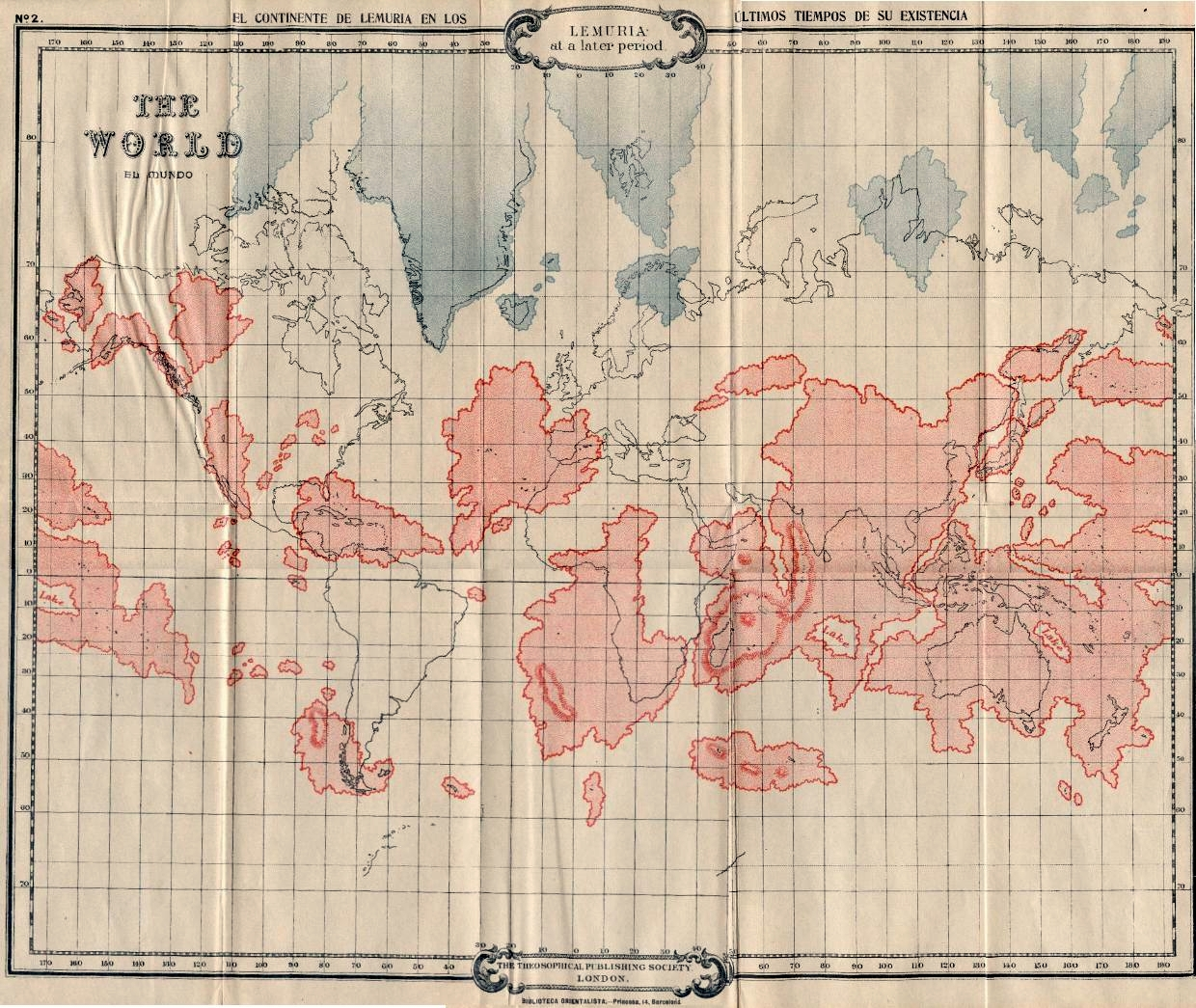
Karte von Lemuria über die heutigen Kontinente gezeichnet. Nach dem amerikanischen Theosophen William Scott-Elliot aus The Story of Atlantis and Lost Lemuria (1896)

Haeckels Spekulationen wurden von Esoterikern stark rezipiert. Wie sehr hypothetische oder legendenhafte Kontinente die menschliche Phantasie beflügelten, wird auch anhand anderer hypothetischer Kontinente wie Atlantis, Mu oder Hyperborea deutlich. In der Kosmogonie der Okkultistin Helena Petrovna Blavatsky (1831–1891) ist Lemuria die Heimat der dritten von sieben Wurzelrassen. Die Lemurier seien die ersten Menschen in materieller Form gewesen: von riesenhaftem Wuchs, großer Schönheit und umfassendem Wissen, doch noch ohne individuelles Ich. Fortgepflanzt hätten sie sich durch Eier. An diese „heilige“ Wurzelrasse würden die antiken Vorstellungen der Götter erinnern. Im späten 19. und frühen 20. Jahrhundert wurde das Motiv eines den Indischen Ozean ausfüllenden und später versunkenen Kontinents, vermittelt durch theosophisches Schriftgut, von einer populär-nationalistisch orientierten Richtung der tamilischen Geschichtsschreibung unter dem Namen Ilemuriya bzw. Kumarikkandam („Kontinent [angrenzend an das indische Südkap] (Kanniya-)Kumari“) übernommen. Es wurde mit älteren, legendenhaften Flutberichten (vor allem aus der mittelalterlichen Kommentarliteratur zur alttamilischen Sangam-Literatur) in Verbindung gebracht und so zu einem zentralen Bestandteil eines neo-mythologisch-nationalistischen tamilischen Geschichtsentwurfs gemacht.
Nach dem Anthropologen Charles Stanish gebe es in unwissenschaftlicher Literatur die Vorstellung, dass sich die Anden mit der Zerstörung des „uralten mythischen Kontinents“ Lemuria vor 30 000 Jahren formiert hätten. Nach dieser Vorstellung sei die Stadt Tiwanaku eine der wichtigsten Kolonien Lemurias gewesen, welche sich zu dieser Zeit an der Küste des Pazifischen Ozeans befunden haben soll. Die in esoterischer Literatur anzutreffende Behauptung, dass sich Tiwanaku einst an der Küste befunden haben soll, bezeichnet Stanish als „schlicht falsch“ und „vollständig diskreditierte Spekulation durch unausgebildete Amateure“.
Der Wahlspruch unter dem Schild im Wappen des Britischen Territoriums im Indischen Ozean lautet „IN TUTELA NOSTRA LIMURIA“. Dies bedeutet: „In unserer Obhut ist Lemuria“.

## Literarische Umsetzung

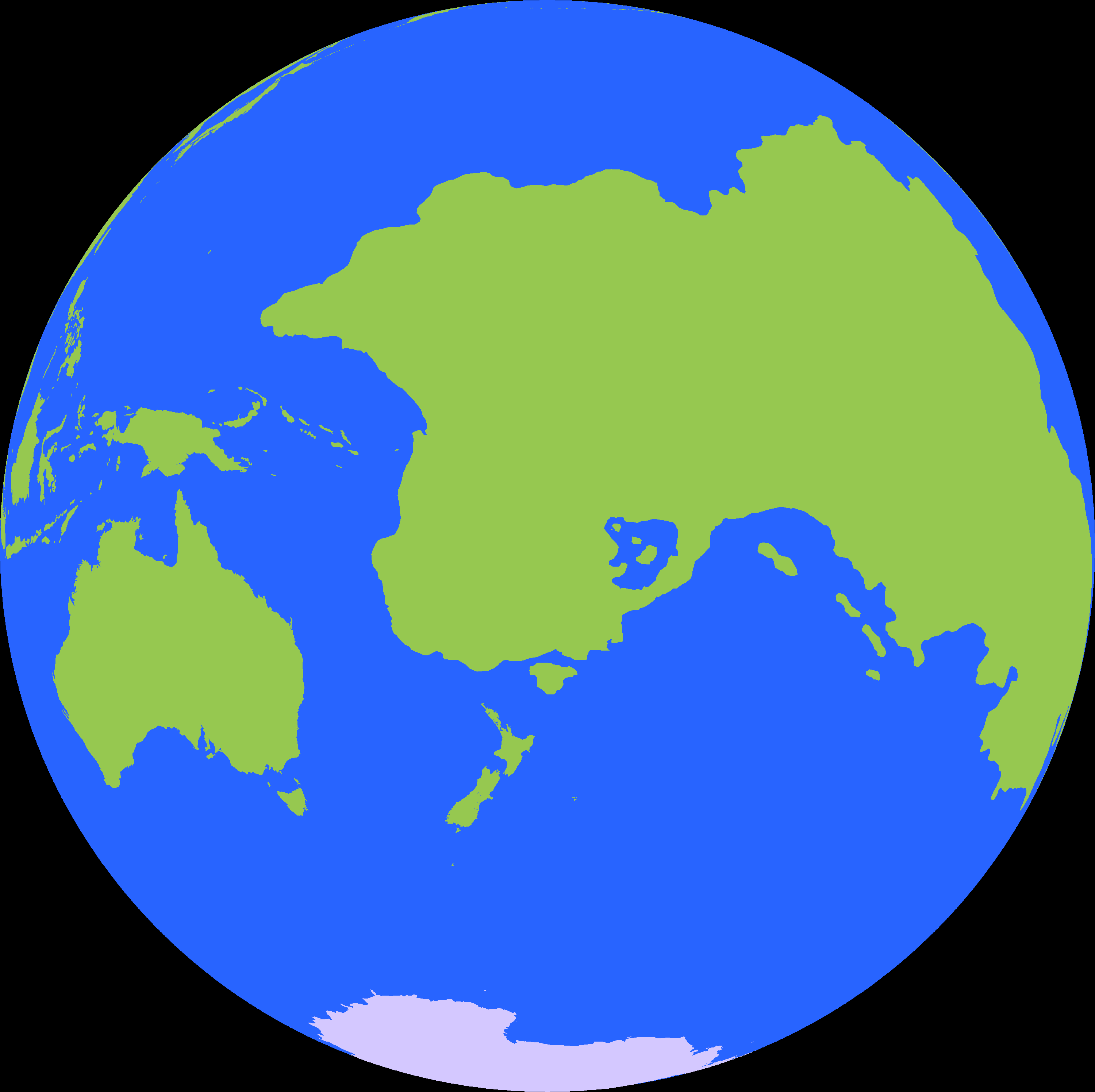
Die Lage von Lemuria in der SF-Welt von Perry Rhodan, dort ist der Kontinent 52.000 v. Chr. untergegangen

In der Fantasy- und Science-Fiction-Literatur dient der „versunkene Kontinent Lemuria“ verschiedentlich als Schauplatz, so bei Robert E. Howard, H. P. Lovecraft, Lin Carter und Karl Hans Strobl sowie in der SF-Serie Perry Rhodan. Im Film "Sindbads gefährliche Abenteuer" von 1973 ist Lemuria eine Insel. In den Erzählungen von Richard Sharpe Shaver dagegen ist „Lemuria“ kein versunkener Kontinent, sondern der vorzeitliche Name des Planeten Erde, andere Namen der Erde bei Shaver sind „Mu“ und „Pan“. In Thomas Pynchons postmodernem Detektivroman Inherent Vice aus dem Jahr 2009 (deutsch 2010 unter dem Titel Natürliche Mängel) erscheint Lemuria in Phantasie und Drogenrausch des Protagonisten als ein Fluchtpunkt der Handlung.